# 石井茂樹
石井 茂樹（いしい しげき、1960年12月1日 - ）は、日本の元俳優。本名同じ。
宮城県仙台市出身。東京都立小岩高等学校卒業。特技は柔道、ギター。

## 来歴
高校卒業後、東映演技研修所を経て東映俳優センターに所属。1979年に東映の多数の若手俳優とともに映画『暴力戦士』でデビューを飾る。テレビにも進出し、『太陽にほえろ!』『特捜最前線』などの刑事ドラマに複数回ゲスト出演。
1980年に放送された『仮面ライダースーパー1』では、東映側で主人公の候補に推されていたが、年齢的に若いという理由で採用に至らなかった。
1982年には、スーパー戦隊シリーズ『大戦隊ゴーグルファイブ』のゴーグルブルー/青山三郎役にレギュラー出演。同番組で共演した春田純一は、石井について真面目な性格で何事にも一生懸命であったと証言している。
1985年、バラエティ番組『マイルド欽ドン!』にレギュラー入りし、新境地を開拓したが、番組終了とともに芸能活動を停止。
引退後は都内でファッションウィッグ専門企業に勤めている。

## 出演

### テレビドラマ
- ザ・スーパーガール（12ch）
  - 第26話「新探偵・売春組織の罠を暴け」（1979年） - 川田久夫
  - 第47話「夜の課外授業・危険を売る少女」（1980年）
- 仮面ライダー（新） 第2話「怪奇! クモンジン」（1979年、MBS） - 高森真一
- 花よめは16歳 第6話「今年は良妻に大変身?」 （1980年、ANB）
- Gメン'75（TBS）
  - 第245話「浴槽の死美人」（1980年）  - 河竹総裁の息子
  - 第266話「殺人暴走 オートバイ集団! 三途の川」（1980年） - カップルの男
  - 第336話「エレベーター連続女性殺人事件」（1981年）
- 特捜最前線（ANB）
  - 第157話「ドレスメーカー女学院強盗事件!」（1980年）
  - 第176話「1980年夏 二人だけの暴走族!」（1980年）
  - 第202話「包帯をした銀行ギャング!」（1981年）
  - 第321話「11時まで待っていた女!」（1983年）
  - 第353話「特別病棟の女!」（1984年）
  - 第365話「沖縄ラブストーリー!」（1984年）
- 非情のライセンス 第3シリーズ 第3話「兇悪の赤い薔薇・禁じられた愛」（1980年、ANB）
- 爆走! ドーベルマン刑事 第20話「指名手配の少女を救出せよ」（1980年、ANB） - 市川アキラ
- 鉄道公安官 第42話「青春特急・いのちよ走れ!」（1980年、ANB） - 田上哲夫
- 太陽にほえろ!（NTV）  
  - 第439話「ボスの告発」（1981年）  - 森田正晴
  - 第465話「裏の裏」（1981年）  - 竹内修
  - 第552話「或る誤解」（1983年） -  相原ルミの恋人
  - 第614話「17才」（1984年） - 暴走族メンバー
- 俺はおまわり君 第13話「やさしさ求めて今日も…」（1981年、NTV）
- 警視庁殺人課 第20話「幽霊殺人事件・戦慄の白いドレス」（1981年、ANB）
- それゆけ! レッドビッキーズ 第48話「ポパイ監督の青春」（1981年、ANB） - 影山
- 気になる天使たち 第7話「正義の味方・月光仮面」、第9話「君がいて、僕がいる」（1981年、CX）
- 愛のホットライン（1981年、CX）
- 文吾捕物帳 第1話「鬼の心」（1981年、ANB）
- 大戦隊ゴーグルファイブ（1982年 - 1983年、ANB） - 青山三郎 / ゴーグルブルー
- 大江戸捜査網 第509話「一番手柄! 涙の母恋唄」（1983年、TX） - 庄太
- 長七郎江戸日記 第1シリーズ 第11話「風流浮世絵崩し」（1983年、NTV） - 弥吉
- 12時間超ワイドドラマ  / 若き血に燃ゆる〜福沢諭吉と明治の群像（1984年、TX）
- 西部警察 PART-III 第35話「灼熱の拳銃」（1984年、ANB）  - 宏（チンピラ）
- 月曜ドラマランド / あ! Myみかん（1984年）

### 映画
- 暴力戦士（1979年、東映） - 球殺団
- わが青春のイレブン （1979年、東映） - 久保光夫
- 喧嘩道（1979年、東映） - 佐倉鉄
- 太陽のきずあと （1981年、東映） - 赤木達夫
- ダンプ渡り鳥 （1981年、東映） - 西川染二郎
- 劇場版 大戦隊ゴーグルファイブ（1982年、東映） -　青山三郎 / ゴーグルブルー
- 人生劇場（1983年、東映） - 学生
- 夕ぐれ族（1984年、にっかつ） - 宮口
- 刺青（1984年、にっかつ） - 竜也
- 美姉妹 剥ぐ!（1985年、にっかつ） - 佐久間
- オフィス・ラブ 真昼の禁猟区（1985年、にっかつ）

### その他のテレビ番組
- マイルド欽ドン!（1985年 - 1986年、CX）

### オリジナルビデオ
- マイティレディ ザ・シリーズ（2012年、ショウゲート） - アオヤマ